# New Measurement Train

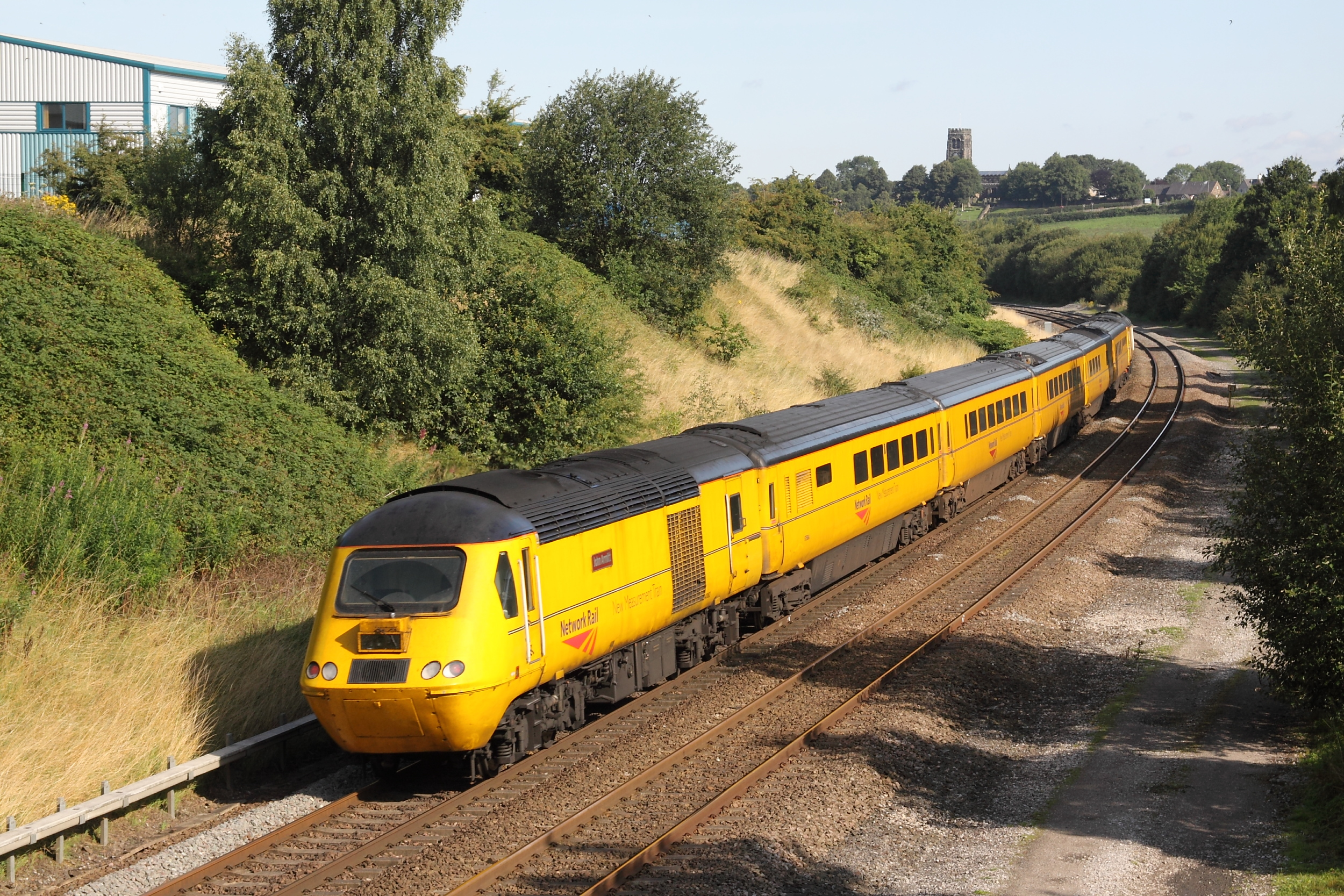
New Measurement Train

New Measurement Train (ニュー・メジャーメント・トレイン、NMT) は、イギリスのネットワーク・レールが運用する検測用車両である。HST用43形機関車およびマーク3客車からの改造により2003年に登場した。イギリス全土の本線の状態を2週間で検測できる。軌道の状態を測定し、要補修箇所の特定を支援する。
この検測車はレール、車輪及び架線の接触を計測する。レーザなどの計測機器により軌道各部の寸法、架線の高さ・ふらつき、軌間、ねじれ、カントなどを測定する。ウェスト・コースト本線では、車体傾斜式車輌の走行に支障がない様、クリアランスの確保に特別な注意が払われる。編成先頭ならびに後尾の動力車、パンタグラフ、車輪とレールの接触面の動画記録が可能である。
検測車としての運用は2003年に開始された。車体全体の黄色塗装から「空飛ぶバナナ」 (The Flying Banana) とも呼ばれる。2005年には鉄道フォーラムから技術革新賞を、またModern Railways誌から革新賞を贈られた。編成は順に動力車、食堂車、開発システム車、軌道記録システム車、会議室のある会議用客車、食堂車、動力車である。動力車には 43013、43014、43062の3両があり、43013は緩衝器を装備している。
開発システム車にはパンドロールクリップの欠失を検出するレール近くの振動プラットホームがある。架線測定用のパンタグラフも装備しており、隣接する白色灯からカメラの軸にあわせた照明を行い、架線高とふらつきを監視する。
軌道記録システム車には切替えスクリーンがあり、軌道の欠陥、列車の位置、無線信号強度を含むシステム出力をオペレータ12人のチームで観測できるようになっている。